# Wet Hot American Summer: Ten Years Later
Wet Hot American Summer: Ten Years Later è una serie televisiva statunitense creata da David Wain e Michael Showalter per Netflix.
La serie del 2017 è un sequel del film Wet Hot American Summer diretto nel 2001 da David Wain e della serie televisiva prequel del 2015 Wet Hot American Summer: First Day of Camp. Essa sarà ambientata nel 1991, dieci anni dopo gli eventi della serie del 2015.
I personaggi sono gli stessi della serie prequel.

## Episodi
| Stagione       | Episodi | Pubblicazione USA | Pubblicazione Italia |
| -------------- | ------- | ----------------- | -------------------- |
| Prima stagione | 8       | 2017              | 2017                 |